# Dolops geayi
Dolops geayi is een visluizensoort uit de familie van de Argulidae. De wetenschappelijke naam van de soort is voor het eerst geldig gepubliceerd in 1897 door Bouvier.